# Верьер-ан-Анжу
Верьер-ан-Анжу (фр. Verrières-en-Anjou) — новая коммуна на западе Франции, регион Пеи-де-ла-Луар, департамент Мен и Луара, округ Анже, кантон Анже-6. Расположена в 6 км к северо-востоку от Анже, в 3 км от автомагистрали А11.
Население (2020) — 7 534 человека.

## История
Коммуна образована 1 января 2016 года путем слияния коммун Пеллуай-ле-Винь и Сен-Сильвен-д’Анжу. Центром коммуны является Сен-Сильвен-д'Анжу. От него к новой коммуне перешли почтовый индекс и код INSEE. На картах в качестве координат Верьер-ан-Анжу указываются координаты Сен-Сильвен-д’Анжу.

## Достопримечательности
- Шато-мотт Ла-Э-Жулен, впервые упомянутый в 1010 году, в глубине парка Андре Делиб
- Выставочный комплекс Анже
- Церковь Святого Сильвена

## Экономика
Структура занятости населения:
- сельское хозяйство — 1,4 %
- промышленность — 22,5 %
- строительство — 8,2 %
- торговля, транспорт и сфера услуг — 46,6 %
- государственные и муниципальные службы — 21,2 %

Уровень безработицы (2019) — 10,1 % (Франция в целом — 12,9 %, департамент Мен и Луара— 11,9 %). 

Среднегодовой доход на 1 человека, евро (2020) — 23 430 (Франция в целом — 22 400, департамент Мен и Луара — 21 790).

## Администрация
Пост мэра Верьер-ан-Анжу с 2022 года занимает Женевьева Сталь (Geneviève Stall). На муниципальных выборах 2020 года победил независимый список, возглавляемый Франсуа Жернигоном, получивший в 1-м туре 65,12 % голосов. В 2022 году Жернигон был избран депутатом Национального собрания Франции и ушел в отставку с поста мэра. Новым мэром Верьер-ан-Анжу 23 июля 2022 года была избрана Женевьева Сталь, ранее занимавшая пост вице-мэра.
| Период | Период | Фамилия          | Партия                  | Примечания                                                                  |
| ------ | ------ | ---------------- | ----------------------- | --------------------------------------------------------------------------- |
| 2016   | 2020   | Франсуа Жернигон | Разные правые Горизонты | бухгалтер, член Совета департамента, депутат Национального собрания Франции |
| 2020   |        | Женевьева Сталь  | Разные правые           | бывший мэр-делегат Сен-Сильвен-д’Анжу                                       |

## Города-побратимы
- Викар, Испания

## Галерея
- Шато-мотт
- Церковь Святого Сильвена
- Парк Андре Делиб